# Madison (Minnesota)
Madison è un comune (city) degli Stati Uniti d'America e capoluogo della contea di Lac qui Parle nello Stato del Minnesota. La popolazione era di 1,551 persone al censimento del 2010. Si proclama essere "la capitale del lutefisk negli USA".

## Storia
Madison è stata intrecciata nel 1884, e prende il nome dalla città di Madison, la capitale del Wisconsin. Un ufficio postale è in funzione a Madison dal 1884.

## Geografia fisica
Secondo lo United States Census Bureau, ha un'area totale di 1,05 miglia quadrate (2,72 km²).

## Società

### Evoluzione demografica
Secondo il censimento del 2010, c'erano 1,551 persone.

### Etnie e minoranze straniere
Secondo il censimento del 2010, la composizione etnica della città era formata dal 96,6% di bianchi, lo 0,1% di afroamericani, lo 0,6% di nativi americani, lo 0,9% di asiatici, lo 0,1% di altre razze, e l'1,6% di due o più etnie. Ispanici o latinos di qualunque razza erano l'1,5% della popolazione.